# B&F FK 12
Die B&F FK 12 Comet ist ein Ultraleichtflugzeug des deutschen Herstellers B&F Technik Vertriebs GmbH. Der wendige Doppeldecker ist in Gemischtbauweise konstruiert.

## Konstruktion

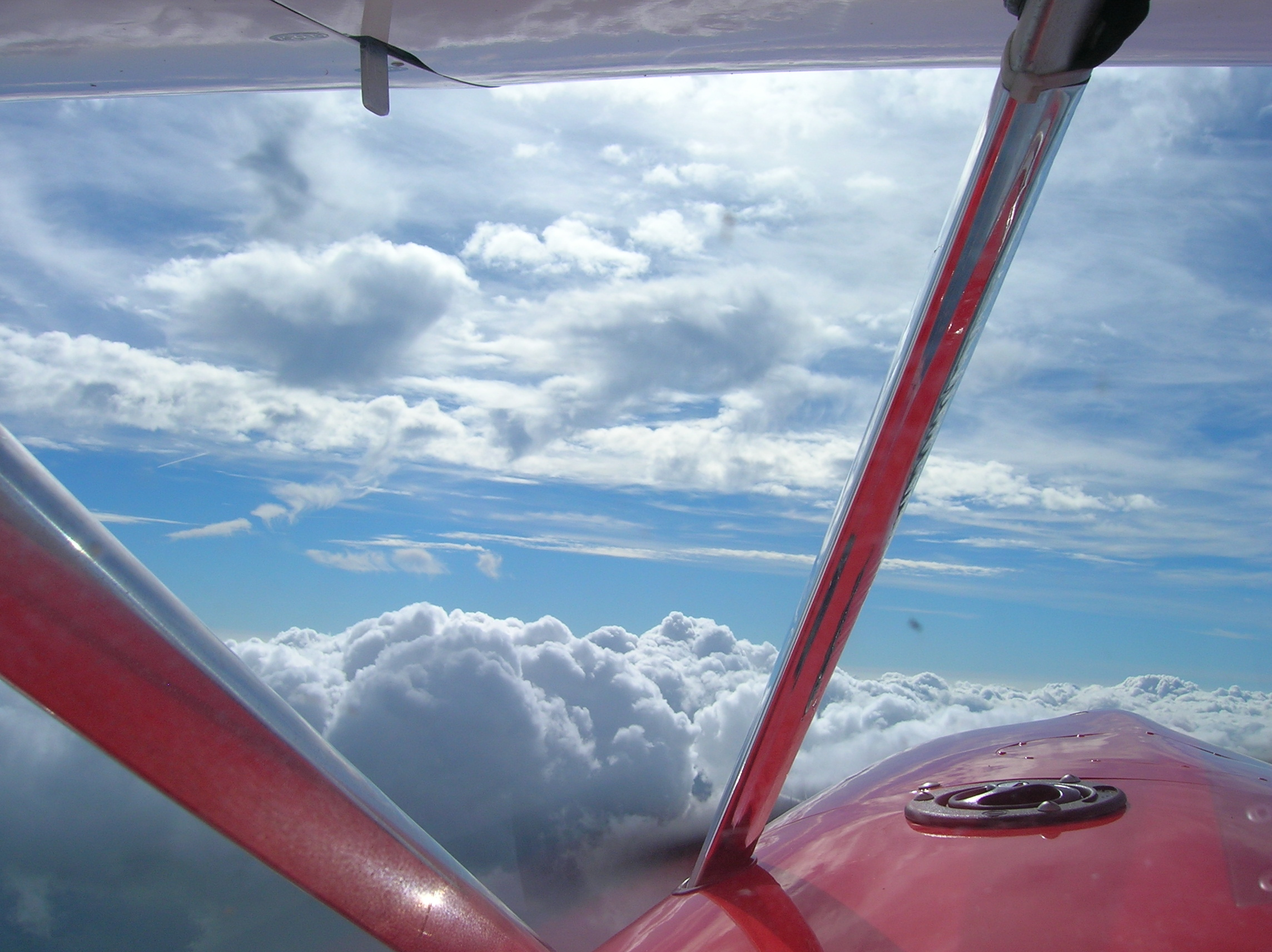
Sicht vom vorderen Pilotensitz. Oben links die Vorrichtung zum Anklappen der Tragfläche.

Die FK 12 trägt das Erscheinungsbild eines klassischen Doppeldeckers mit Spornradfahrwerk. Sie lässt sich in wenigen Minuten vom offenen Cockpit in ein ein- oder zweisitziges geschlossenes Cockpit umrüsten. Der Rahmen des Rumpfes aus Stahl- und Aluminiumrohren ist mit GFK-Bauteilen verkleidet, die Tragflächen in Faserverbundbauweise sind im hinteren Bereich bespannt. Die vier Querruder erstrecken sich oben und unten fast über die gesamte Breite der Tragflächen und ermöglichen so eine hohe Rollrate. Sie sind als Flaperon konstruiert, dienen also gleichzeitig als Wölbklappen. Zur platzsparenden Unterbringung lassen sich die Tragflächen sehr einfach von einer einzelnen Person parallel zum Rumpf nach hinten anklappen.
Als Treibstoff für die Motoren vom Typ Rotax 912 UL/ULS mit 80 bzw. 100 PS wird MoGas empfohlen, von der Verwendung von AvGas im Dauerbetrieb wird aus technischen Gründen abgeraten.
Der australische 6-Zylinder-Motor (auch als zertifizierter Flugmotor erhältlich) Jabiru 3300 mit 120 PS Leistung aus 3,3 Liter Hubraum, kann neben Mogas (95 ROZ min) auch dauerhaft mit AVGAS betrieben werden.
Dieser Motor ist vollgasfest.
Die Comet ist sowohl als fertiges Flugzeug als auch im Bausatz erhältlich.

## Nutzung
Die FK 12 mit den Werknummern 100 und 101 wurden Anfang 2012 an das französische Unternehmen Les Ailes de Pégase Experience mit Sitz am Flugplatz Saint Estèphe ausgeliefert. Dort wurden sie mit Haifischmaul-Noseart lackiert und mit Lasern und Rauchsystemen ausgestattet. Privatpiloten können damit in einer Art Laser Tag simulierte Luftkämpfe durchführen.

## Technische Daten

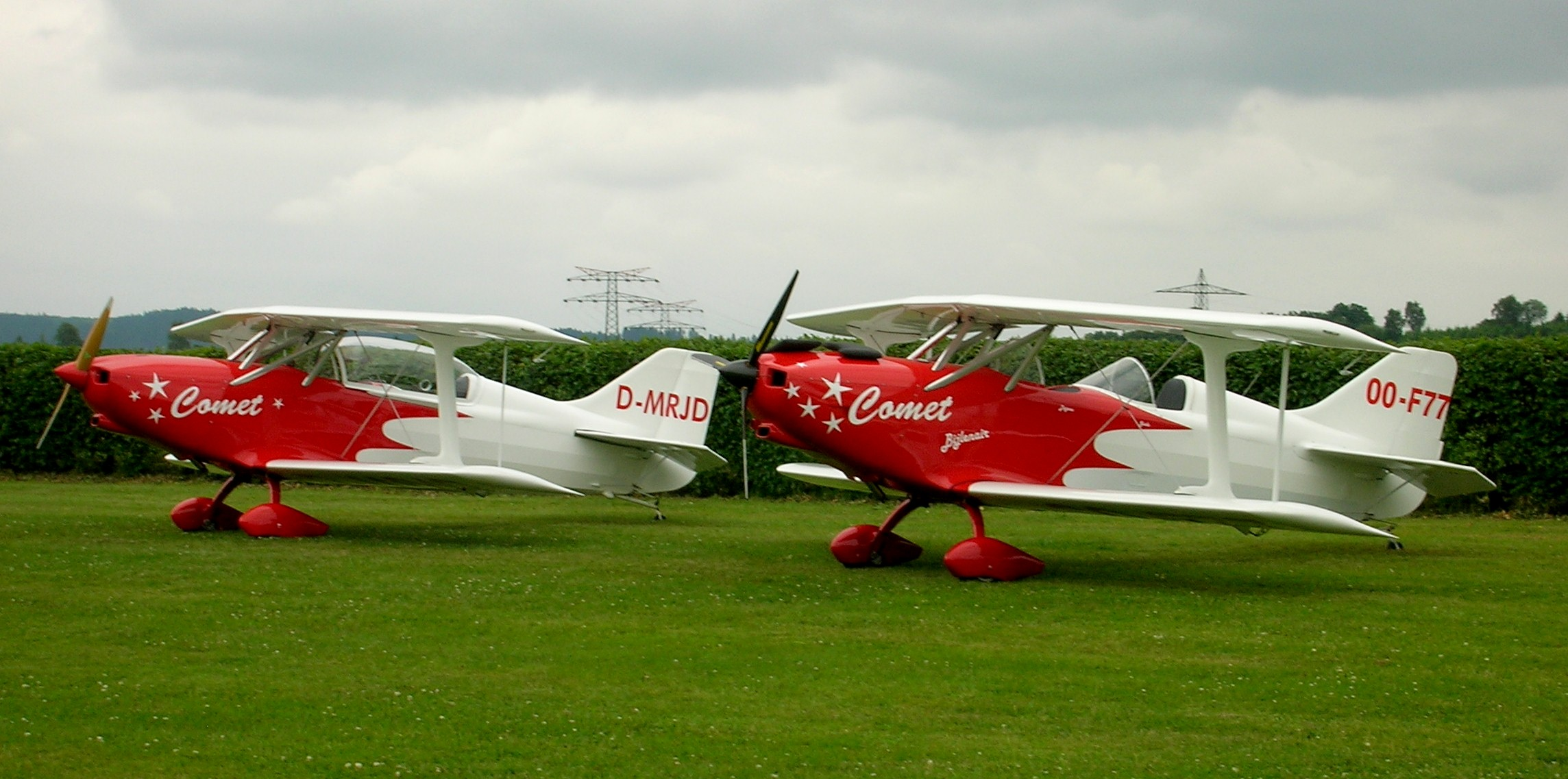
Zwei FK 12: Links mit voll verglaster Haube, rechts die „offene“ Variante.

| Kenngröße                              | Daten                                                          |
| -------------------------------------- | -------------------------------------------------------------- |
| Sitze                                  | 2                                                              |
| Länge                                  | 5,54 m                                                         |
| Höhe                                   | 1,95 m                                                         |
| Spannweite                             | 6,74 m                                                         |
| Flügelfläche                           | 13,4 m²                                                        |
| Beste Gleitzahl                        | 9 bei 100 km/h                                                 |
| Leermasse                              | ca. 290 kg                                                     |
| max. Startmasse                        | 520 kg                                                         |
| max. Startmasse in Deutschland/Schweiz | 472,5 kg                                                       |
| Reisegeschwindigkeit                   | 172 km/h (80 PS) bzw. 180 km/h (100 PS) bzw. 200 km/h (120 PS) |
| Höchstgeschwindigkeit (VNE)            | 220 km/h                                                       |
| Manövergeschwindigkeit                 | 141 km/h                                                       |
| Triebwerke                             | ein Rotax 912 UL/ULS und Jabiru 3300                           |